# Sérgio Tachiki
Sérgio Tachiki (爽 立樹, Sō Tachiki) é um personagem do anime Joana e Sérgio - O Desafio dos Anjos, adaptado do mangá Attacker YOU! (アタッカーYOU!), e da sequela intitulada, New Attacker You!.

## O personagem
Em Joana e Sérgio - O Desafio dos Anjos, é um jogador de voleibol, muito bom, e em New Attacker You!, ele vira treinador. Ele se apaixona por Joana, que retribui, mas não declara, para permitir que a menina se concentre exclusivamente no vólei. Joana, pelo contrário, se mostra espontaneamente interessada o suficiente para confessar seu amor por ele na televisão (no mangá, Attacker YOU!, nada acontece com tudo isso).
Na versão japonesa de Joana e Sérgio - O Desafio dos Anjos, Sérgio é dobrado por Ken'yū Horiuchi.  Em New Attacker You!, é dobrado por Mitsuaki Madono.

## Biografia

### Joana e Sérgio - O Desafio dos Anjos
No começo de Joana e Sérgio - O Desafio dos Anjos, Sérgio é capitão da equipa masculina de voleibol da escola Hikawa, e graças a ele a vitória da escola no campeonato de vólei. Ele conhece Joana por acidente e se torna seu amigo, assim como o seu interesse romântico. Isso muitas vezes ajuda na formação, como quando o sinal faz o "serviço de ponta", e incentiva-o a nunca abandonar a sua carreira desportiva. O jogador pode contar com o seu apoio, mesmo depois do menino deixar a escola. Sérgio é um bom amigo pra Joana, na verdade, quando Toshiko, o pai dela, vive o advertindo para fugir de sua filha (devido à descoberta da verdadeira identidade da mãe), ele corre para encontrá-la; encontra, a consola e traz de volta para casa.

### New Attacker You!
Sérgio é convocado para a China para treinar nas Dragon Ladies. Ele precisa recrutar novas jogadoras, e ele propõe a entrar em contacto com Joana, uma atacante muito forte de que seria útil para a equipa. Ao passar a falar no Japão, ele poderá vê-la novamente depois de todos esses anos.

## Adaptação
Em Portugal, o nome Sérgio foi adaptado da versão francesa/espanhola Sergio/Serge,que,por sua vez,foi adaptado da versão italiana Shiro, onde também identifica o personagem como um protagonista. Sérgio aparece especialmente nos primeiros episódios, mas, em seguida, faz alguma aparição esporádica; Nota-se, então, que não vê sempre jogando um jogo completo. Desempenha um papel importante na série moderna.
O nome original de Sérgio é Sō. Na França, o personagem é chamado de Serge; e na Espanha é chamado de Sergio, tal como em Portugal, mas sem o acento no nome.